# Охримович Володимир Юліанович
Володи́мир Юліа́нович Охримо́вич (27 травня 1870, Велдіж, Долинський повіт, Королівство Галичини та Володимирії, Австро-Угорщина, нині: Шевченкове, село Долинського району Івано-Франківської області — 6 листопада 1931, Львів) — український галицький громадсько-політичний діяч, учений, журналіст, правник. З 1899 року дійсний член НТШ і голова його Статистичної комісії, член-кореспондент Петербурзької АН, професор права та декан Правничого факультету Українською таємного університету у Львові (1920—1925).

## Життєпис
До 1888 р. навчався у Стрийській гімназії, до 1894 р. вивчав право у Львівському університеті. У 1897 р. отримав звання доктора права (Львівський університет).
Діяч Української радикальної партії, один із засновників Української національно-демократичної партії, співробітник журналів «Народ» (1890) і «Житє і слово» (1895).
З 1902 року довший час був головним редактором газети «Дїло».

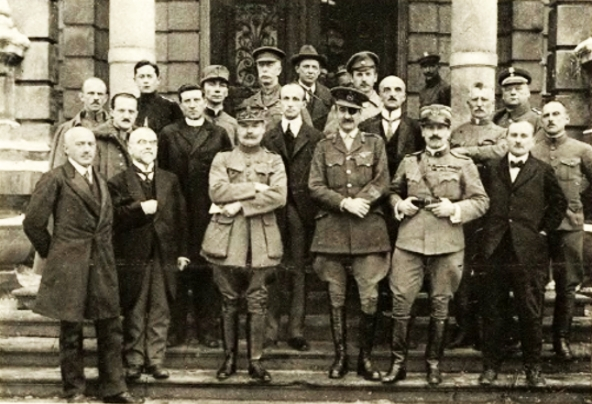
Члени делегацій на перемовинах про припинення вогню. Львів, палац Потоцьких, 26.02.1919 рік. Перший ряд (зліва направо): Володимир Темницький, Володимир Охримович, голова французької місії генерал Жозеф Бартелемі, керівник британської місії генерал-майор Адріан Картон де Віарт, італійський майор Джузепе Стабіле, Степан Витвицький; Другий ряд: Альфонс Ерле, отець Франц Ксаверій Бонн, Роберт Говард Лорд (США), Осип Бурачинський, Костянтин Слюсарчук, Теодор Рожанківський; Третій ряд: стоїть третій — отець Антін Калята, четвертий — британський полковник Смайс, шостий — Вільгельм Фідлєр

На початку 1903 року переїхав у Заліщики, де відкрив адвокатську канцелярію.
У 1907—1908 — посол палати депутатів XI каденції австрійського Райхсрату, де користувався загальною пошаною як українців, так і польських освічених кіл. Обраний від двомандатного 58 округу (судові повіти Мельниця, Борщів, Заліщики, Городенка, Товсте, Снятин та село Малі Чорнокінці з Гусятинського судового повіту). У Райхсраті входив до Русинського клубу.
Після приходу російських військ до Галичини у 1914 вивезений у 1915—1917 рр. як заручник у Сибір, де перейшов еволюцію свого філософського світогляду. Написав у 1917 році брошуру «Як я навернувся до Бога. Прилюдна сповідь.»
З 1918 року делегат Української Національної Ради ЗУНР. Наприкінці лютого 1919 року брав участь у складі делегації ЗУНР на переговорах із місією Антанти у Львові. 
З 1923 p. — голова Народної трудової партії, з 1925 — в УНДО.
В його оселі були гостями Соломія Крушельницька, Василь Стефаник, Михайло Павлик, Іван Франко.
Автор багатьох цінних праць українською та російською мовами з статистики, етнології, етнографії, мовознавства та антропоніміки, надрукованих в записках НТШ та інших наукових виданнях. У двох своїх статистичних розвідках довів, що території Галичини і Буковини є українськими.
Похований на 52 полі Личаківського цвинтаря.

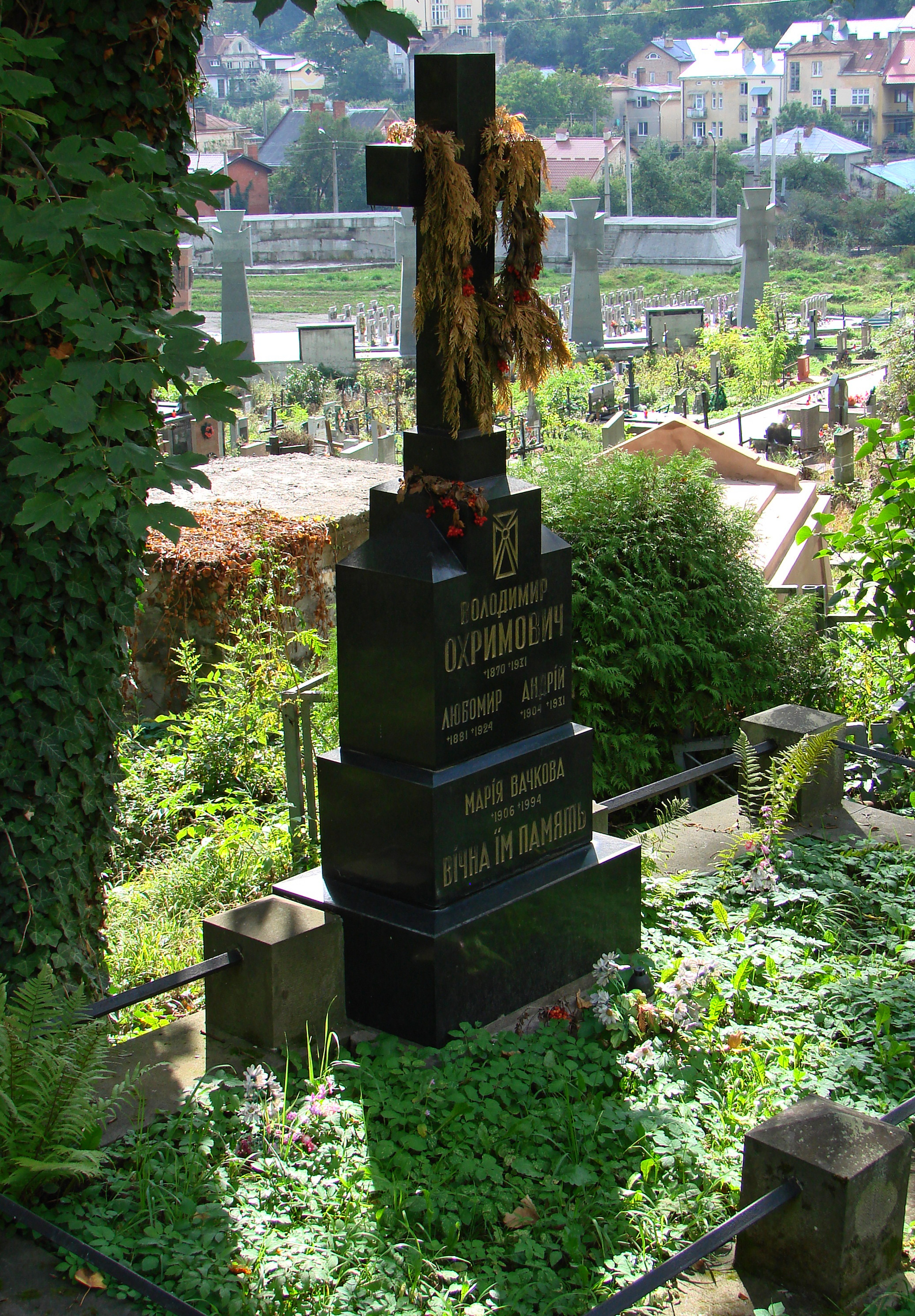
Пам'ятник на могилі Володимира Охримовича

## Праці
- «Звідки взялася ся назва Бойки?» (Житє і слово. Т. 3, Львів, 1895)
- "Знадоби до пізнання народних звичаїв і поглядів правних: Ч. І.; Ч. І—XV. (Житє і слово. Т. 3, Львів, 1895. — С. 296—307; 387—401.)
- «Українсько-руські приповідки правничі систематично впорядковані та юридично пояснені» (1912)
- Галиція; Буковина / «Украинский народ в его прошлом и настоящем» (Т. 2, М., 1916. — С. 407—418; 419—420.)
- «Значение малороссийских свадебных обрядов и песен в истории эволюции семьи». 1. Матриархат. — Этнографическое обозрение, 1891 г., № 4.
- «Рукописні церковні книги в с. Волосянці Стрийського повіту» (ЗНТШ, Т. XIX, 1897)
- «Русини-латинники» (Львів, 1909) та ін.